# Jon Heidenreich
Jon Heidenreich (New Orleans, 28 giugno 1969) è un ex wrestler ed ex giocatore di football americano statunitense di origini austriache, noto per i suoi trascorsi nella World Wrestling Entertainment tra il 2003 e il 2006.
In WWE ha detenuto una volta il WWE Tag Team Championship con Animal.

## Carriera nel football americano
Di origini austriache, cominciò la sua attività sportiva nel 1978 combattendo nelle arti marziali; a dodici anni divenne cintura nera.
Tra il 1994 e il 1995 giocò a football canadese con gli Shreveport Pirates nella Canadian Football League. Nel 1996 passò al football americano con i Texas Terror della Arena Football League, mentre nel 1997 si trasferì in Europa ai tedeschi del Frankfurt Galaxy, appartenenti alla NFL Europa. Negli anni successivi svolse diversi provini con alcune squadre della National Football League, tra cui i New Orléans Saints e gli Atlanta Falcons, senza tuttavia entrare in prima squadra.

## Carriera nel wrestling

### Gli esordi (2001–2003)
Una volta abbandonato il football americano, intraprese una carriera nel wrestling. Fu allenato nella Ultimate Pro Wrestling e lottò nella Pro Wrestling ZERO1, dove vinse l'NWA Intercontinental Tag Team Championship in coppia con Nathan Jones.

### World Wrestling Entertainment (2003–2006)

#### Varie faide (2003–2004)
Debuttò nella World Wrestling Entertainment durante la puntata di Raw del 29 settembre 2003, con la gimmick di un uomo controllato da un'entità non meglio precisata di nome Little Johnny; furono diverse le speculazioni circa l'identità di questo misterioso personaggio, ma in poco tempo la storyline fu accantonata per mancanza di idee. Ad inizio 2004 venne inviato nella Ohio Valley Wrestling, all'epoca territorio di sviluppo della WWE, per ricevere ulteriore allenamento.

#### Faida con The Undertaker (2004–2005)
Nella puntata di SmackDown! del 26 agosto 2004 fece il suo ritorno nel main roster della WWE insieme al suo nuovo manager Paul Heyman, con la gimmick heel di uno psicopatico che minacciava gli spettatori e recitava poesie. Nel mese di ottobre iniziò una faida con The Undertaker, costandogli la possibilità di vincere il WWE Championship contro John "Bradshaw" Layfield a No Mercy. I due si affrontarono il 14 novembre, alle Survivor Series, ma fu il Deadman a prevalere. Il 12 dicembre, ad Armageddon, interferì nel main event dello show impedendo nuovamente a The Undertaker di conquistare il titolo di JBL in un Fatal 4-Way match che vedeva coinvolti anche Eddie Guerrero e Booker T. Nel gennaio del 2005 entrò in contatto con Gene Snitsky e strinse un'alleanza segreta con lui. Il 30 gennaio, a Royal Rumble, affrontò The Undertaker in un casket match, ma fu sconfitto nonostante l'interferenza di Snitsky (messo in fuga da Kane).

#### Alleanza con Animal (2005–2006)
Dopo una breve faida con Booker T, passò tra le file dei face nel maggio del 2005; iniziò a scrivere poesie più gentili verso gli spettatori e durante ogni suo incontro portava un bambino a bordo ring. Nella puntata di SmackDown! del 16 giugno venne attaccato dagli MNM (Joey Mercury e Johnny Nitro) dopo aver preso in giro Melina, ma fu salvato dal rientrante Road Warrior Animal, con cui formò un'alleanza. Il 24 luglio, a Great American Bash, i due vinsero il WWE Tag Team Championship contro gli MNM. Nel mese di agosto iniziò un graduale processo di trasformazione che lo portò a presentarsi con una cresta mohawk, il volto dipinto e la tipica corazza della Legion of Doom, fino a diventarne un membro ufficiale. Nella puntata di SmackDown! del 28 ottobre persero il titolo in favore degli MNM e, da allora, continuarono a combattere in coppia senza ottenere grandi risultati.
La sua ultima apparizione in WWE fu durante la puntata di SmackDown del 6 gennaio 2006, quando rivelò al suo ex manager Paul Heyman di non voler più tornare a lottare e il 17 gennaio venne licenziato dalla federazione.

### Circuito indipendente (2006–2009; 2016-2018)
Jon Heidenreich si trasferì nella portoricana World Wrestling Council dove riuscì a conquistare il WWC Universal Heavyweight Championship sconfiggendo Abbad. Lo perse due mesi dopo in favore di Carlito, ma ne riguadagnò il controllo quando Carlito fu costretto a rendere vacante la cintura per evitare controversie con la WWE. Il 6 gennaio 2007 perse di nuovo la cintura, stavolta in favore di Primo.

## Personaggio

### Mosse finali
- Cobra clutch
- Disasterpiece (Swinging side slam)
- Powerdunk (Gutwrench suplex in un Inverted shoulderbreaker)

### Manager
- Christy Hemme
- Paul Heyman

### Musiche d'ingresso
- Dangerous Politics di Jim Johnston (2003–2005)
- LOD 2000 di Jim Johnston (2005–2006; usata come membro della Legion of Doom)

## Titoli e riconoscimenti
- 302 Wrestling
  - 302 Heavyweight Championship (1)
- All-American Wrestling
  - AAW Heavyweight Championship (1)
  - AAW Tag Team Championship (1) – con Rodney Mack
- American Wrestling Rampage
  - AWR No Limits Championship (1)
- Bluegrass Championship Wrestling
  - BCW World Heavyweight Championship (1)
- No Limit Wrestling
  - NLW Heavyweight Championship (1)
- Over the Top Rope Wrestling
  - OTT No Limits Championship (1)
- Pro Wrestling ZERO1-MAX
  - NWA Intercontinental Tag Team Championship (1) – con Nathan Jones
- Texas Wrestling Alliance
  - TWA Tag Team Championship (1) – con Busta
- World Wrestling Council
  - WWC Universal Heavyweight Championship (2)
- World Wrestling Entertainment
  - WWE Tag Team Championship (1) – con Animal